# Карсовай
Карсова́й — село в Балезинском районе Удмуртии, административный центр сельского поселения Карсовайское.
В 1929—1963 годах — административный центр Карсовайского района (упразднён).

## География
Расположено в верховьях реки Варыж в месте впадения в неё реки Карсовайка, в 30 км к северо-северо-востоку от Балезино, в 32 км к восток-северо-востоку от Глазова, в 150 км к северу от Ижевска.
Село находится на пересечении автодорог, ведущих в Глазов, Балезино, Афанасьево.
Окружено лесистой местностью. С юго-запада к селу примыкает деревня Васютенки.

## Население
| 1959 | 2010  | 2012  | 2014  |
| ---- | ----- | ----- | ----- |
| 1739 | ↘1652 | ↘1605 | ↗1893 |

## История
По сведениям Н. Н. Блинова, река Карсовайка была «пограничной чертой» между русско-пермяцкими (на севере) и удмуртскими (на юге) поселениями, появившимися в этой местности относительно поздно — в конце XVII века. Коми-пермяки заселили край с севера, продвигаясь вверх по Каме, удмурты — с юга, поднимаясь по Чепце и её притокам. При полном господстве русского языка и обрусении пермяков, русских в крае изначально было немного.
В силу климата и бедности почв в условиях тайги, единственным возможным типом земледелия было подсечно-огневое, с частой сменой быстро истощавшихся земель. Это обусловило и тип расселения — небольшими починками, которые строились для каждого выросшего сына в семье. Таким был и починок Усть-Карсовайский (по официальным документам), в народе называвшийся Киршатами — поскольку в нём жили сыновья Кирши (Кирилла) Тебенькова, основавшего починок около 1780 года. Со временем недалеко появились новые починки — Никишата, Афонята и другие. В 40-е годы XIX века здесь была построена деревянная Сретенская церковь, и починки объединили в село Карсовайское, ставшее центром волости в составе Глазовского уезда Вятской губернии.
После образования Вотской АО, 5 января 1921 года преимущественно неудмуртская Карсовайская волость была отрезана от Глазовского уезда и присоединена к вновь созданному Омутнинскому уезду Вятской губернии.  7 февраля 1925 года волость возвращена в состав Глазовского уезда декретом ВЦИК и Совнаркома РСФСР от 15 декабря 1924 г.
С 1929 по 1963 годы село было центром Карсовайского района, позже присоединённого к Балезинскому.

## Этимология
Село названо по реке (удм. Карсовай). Название реки, в свою очередь, образовано от двух удмуртских корней: карсо «родник с опалубкой» (либо «дёрн») и вай «приток».